# Лиманский, Кузьма Архипович
Кузьма Архипович Лиманский (7 ноября 1919, с. Кривошеевка, Курская губерния — 6 октября 1992, Белгород) — сержант Рабоче-крестьянской Красной Армии, участник Великой Отечественной войны, Герой Советского Союза (1943).

## Биография
Кузьма Лиманский родился 7 ноября 1919 года в селе Кривошеевка (ныне — Прохоровский район Белгородской области). После окончания семи классов школы работал трактористом в машинно-тракторной станции. В октябре 1939 года Лиманский был призван на службу в Рабоче-крестьянскую Красную Армию. Участвовал в польском походе и советско-финской войне. С начала Великой Отечественной войны — на её фронтах. В боях был ранен.
К сентябрю 1943 года сержант Кузьма Лиманский командовал пулемётным расчётом 615-го стрелкового полка 167-й стрелковой дивизии 38-й армии Воронежского фронта. Отличился во время битвы за Днепр. 26 сентября 1943 года Лиманский, переправляясь через Днепр к востоку от Вышгорода, вёл огонь из пулемёта со своей лодки, уничтожив более 10 солдат и офицеров противника. Во время боёв за захват и удержание плацдарма он уничтожил ещё более 60 солдат и офицеров.
Указом Президиума Верховного Совета СССР от 29 октября 1943 года за «успешное форсирование реки Днепр, прочное закрепление плацдарма на западном берегу и проявленные при этом отвагу и геройство» сержант Кузьма Лиманский был удостоен высокого звания Героя Советского Союза с вручением ордена Ленина и медали «Золотая Звезда» за номером 3352.
В феврале 1945 года Лиманский по состоянию здоровья был демобилизован. Проживал на родине, работал в колхозе. Избирался от Курской области депутатом Верховного Совета РСФСР 2-го созыва (1947—1951), делегатом XXIII съезда КПСС (1966). Последние годы жизни провёл в Белгороде. Умер 6 октября 1992 года.
Был также награждён орденом Отечественной войны 1-й степени и рядом медалей.